# Pays des Nestes
Le Pays des Nestes désigne un Pôle d'équilibre territorial et rural et anciennement pays, au sens aménagement du territoire, situé dans les Hautes-Pyrénées.

## Localisation
Situé dans les Pyrénées (zone bleu-vert au centre gauche dans la carte ci-contre).

## Description
- Date de reconnaissance : 17/12/2004
- Surface : 1 191 km²
- Population : 32 761 habitants
- Villes principales : Lannemezan, La Barthe-de-Neste, Arreau, Saint-Laurent-de-Neste, Loures-Barousse, Vielle-Aure

## Communes membres
Le Pays des Nestes regroupe 9 Établissements publics de coopération intercommunale (EPCI) et 136 communes :
- Communauté de communes d'Aure
- Communauté de communes des Baronnies
- Communauté de communes de la Haute Vallée d'Aure
- Communauté de communes Vallée de la Barousse
- Communauté de communes des Véziaux d'Aure
- Communauté de communes du Canton de Saint-Laurent
- Communauté de communes Neste Baronnies
- Communauté de communes Haut-Arros
- Communauté de communes du Plateau de Lannemezan
- 28 communes isolées